# Георги Бахчеванов
Георги Иванов Бахчеванов е български актьор.

## Биография
Роден е в Грудово на 29 септември 1944 г. Завършва актьорско майсторство във ВИТИЗ „Кръстьо Сарафов“ през 1973 г. при Апостол Карамитев. След това работи в Хасковския театър. Умира само на 48 години през 1992 г. в град Хасково.

## Филмография
- Поема (1986)
- Йо-хо-хо (1981), Роско
- Мера според мера (1981), 7 серии – Гьоне Бегенин
- Мера според мера (1981), 3 серии – Гоне Бегенин
- Юмруци в пръстта (1980)
- Трими (1976), Томас
- Войникът от обоза (1976), Партизанският командир
- Селкор (1974)
- Мандолината (1973) - затворник
- Мъже без работа (1973), Сали, работник от асфалтовата бригада и цигулар